# 桂二葉
桂 二葉（かつら によう、1986年8月2日 - ）は、日本の上方噺家。女性。ステッカー所属。本名∶西井 史。身長166cm。出囃子は『いっさいいっさいろん』。大阪府大阪市東住吉区出身。

## 来歴
駒川中野出身で、京都橘大学文学部文化財学科（仏像専攻）を卒業した。両親は別姓で、3歳下の弟は臨床心理士の西井開。
スーパーマーケット青果部正社員を経て、2011年（平成23年）3月9日に桂米二に入門した。
2020年に奨学金を完済した。
2021年に「令和3年度NHK新人落語大賞」で『天狗さし』を演じ、女性として初めて受賞した。
2022年4月16日に池袋演芸場で落語芸術協会四月中席夜の部（主任：柳亭小痴楽）の日替わり出演枠に顔付けされ、江戸落語の定席興行に初めて出演して『天狗さし』を演じた。
2022年8月31日で米朝事務所を退社し、9月よりステッカーに所属。
2023年5月からバラエティ番組『探偵!ナイトスクープ』（朝日放送テレビ）に新探偵として加入。落語家として加入するのは桂小枝が降板してから10年ぶりであり、女性の落語家が探偵になるのは初めてのこととなる。
2024年8月5日、慢性扁桃炎の手術のため入院することを発表した。同月14日、退院を報告。

## 人物
- ケンドーコバヤシと同郷で、小中の後輩にあたる。中学1年だけバレーボール部で活動した。
- マッシュルームカット（2015年頃まではアフロヘアーだった）と自称「上方落語界の白木みのる」の由来となっている甲高い声がトレードマーク。
- 落語家になる前には笑福亭鶴瓶の追っかけをしていた。その縁から、落語家になった後にも二葉の独演会のゲストに鶴瓶が出演したり、鶴瓶の独演会のゲストに二葉が出演するなど交流がある。好きすぎて大学時代に鶴瓶に告白しに行った事がある。好きだったが、鶴瓶の弟子にはならなかった。
- 男物の着物を着る女性噺家も多いが、女物の着物を着用している[12]。
- 従来男性の噺家が伝えてきた古典落語についても、女性である自らの言葉で「自然に喋る」ことを心がけている[13]。
- 得意ネタは、『天狗刺し』、『佐々木裁き』、『がまの油』、『つる』、『まめだ』、『金明竹』、『上燗屋』、『くしゃみ講釈』、『天神山』、『子は鎹』など、子供の表現に優れている。
- 2025年1月より天満天神繁昌亭で深夜寄席をスタートさせる。若手中心に番組を組み、自らもトリで出演し、落語を見たことがない方も来てほしいと記者会見で話している[14][15]。
- フジテレビ『ぽかぽか』のレギュラーは自分から申し出て降りたという。「（他の出演者の発言を）のけてまで、しゃべられへん」ということで、言葉を発する回数も少なく、固い表情も多かったことで「何もしてへんから疲れた」と言うこともあり、後日「ウソっぽいから、無理矢理楽しむのがイヤ」とこの時の思いを吐露していたことがある。自分にウソはつけないということで「あんなんでお金（ギャラ）もらったらアカン」と思ったことが降板理由だったと明かしている[16]。

## 受賞歴
- 2021年 令和3年度NHK新人落語大賞[3][4]
- 2022年 第17回繁昌亭大賞[17]
- 2022年 咲くやこの花賞大衆芸能部門[18]
- 2025年 京都市芸術新人賞[19]

## 著書
『桂二葉本』2023年7月5日、京阪神エルマガジン社 ISBN 4874357059

## 出演

### ラジオ
- 桂華紋と桂二葉の梅田でかもによぽんぽんらぢお（インターネットラジオ、2020年6月終了→7月以降は桂華紋のYouTubeチャンネル内『桂華紋と桂二葉のかもによラジオ!』として放送）
- ラジオ演芸もん（ABCラジオ、2017年10月15日・22日）
- サンデーライブ ゴエでSHOW!（MBSラジオ、「桂二葉の日曜、何しよう?」リポーター）
- ま〜ぶる! 桂二葉と梶原誠のご陽気に（KBS京都ラジオ　火曜日10:00 - 14:00、メインパーソナリティ）
- 上方落語をきく会（ABCラジオ、2022年3月6日夜の部・2023年2月19日夜の部「桂二葉しごきの会」）[20]

### テレビ
- よんチャンTV（毎日放送、2021年7月 - ） - 「なんかエエことありました?」ナレーター
- Zabu-1グランプリ2022（BSフジ、2022年1月29日）- 準優勝
- 演芸図鑑（NHK総合、2022年2月20日）
- あなたのブツが、ここに（NHK総合、2022年） - 柏亭三つ葉 役
- ぽかぽか（フジテレビ、2023年1月11日 - 2024年12月25日） - 水曜レギュラー
- 踊る!さんま御殿!!（日本テレビ、2023年1月17日）
- 探偵!ナイトスクープ（ABCテレビ、2023年5月5日 - ）- 探偵[9]
- 情熱大陸（毎日放送、2025年2月9日）